# سپاه قائم آل محمد سمنان

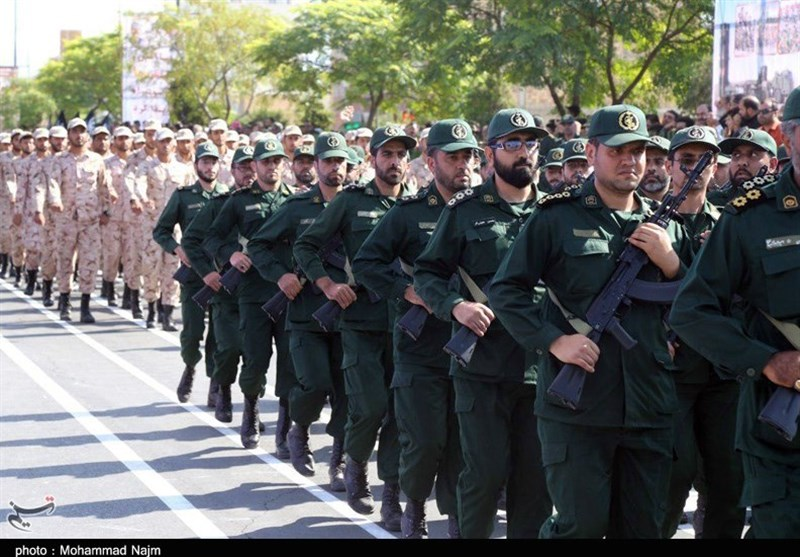
رژه نیروهای سپاه قائم سمنان به‌مناسبت سالگرد جنگ ایران و عراق در سال ۱۳۹۷، سمنان

سپاه قائم آل محمد سمنان یگان نظامی-امنیتی و از سپاه‌های استانی زیرمجموعه سپاه پاسداران انقلاب اسلامی است، که ستاد فرماندهی آن در شهر سمنان مستقر می‌باشد و وظیفه فرماندهی و کنترل کلیه یگان‌های سپاه و بسیج مستقر در استان سمنان را برعهده دارد. مهم‌ترین یگان‌های زیرمجموعه این سپاه، تیپ ۱۲ قائم آل محمد از نیروی زمینی سپاه و ۸ سپاه ناحیه‌ای (نواحی بسیج شهرستان‌های استان) همچون سپاه سمنان، سپاه شاهرود، سپاه آرادان و سپاه دامغان می‌باشند. در حال حاضر سرتیپ‌دوم پاسدار منصور شوقانی فرماندهی سپاه قائم آل محمد سمنان را برعهده دارد.

## یگان های زیرمجموعه
- تیپ ۱۲ قائم آل محمد
- سپاه ناحیه سمنان
- سپاه ناحیه شاهرود
- سپاه ناحیه دامغان
- سپاه ناحیه مهدیشهر
- سپاه ناحیه گرمسار
- سپاه ناحیه میامی
- سپاه ناحیه سرخه
- سپاه ناحیه آرادان